# 朝倉直巳
朝倉 直巳（あさくら なおみ、1929年（昭和4年）9月22日 - 2003年（平成15年）2月14日）は、日本のグラフィックデザイナー、美術教育者。
日本、中国、台湾で大学教授を務めた。

## 経歴・人物
静岡県立静岡中学校を経て、東京教育大学教育学部芸術学科構成専攻を卒業後、グラフィックデザイナーとなる。1960年（昭和35年）、福島大学教育学部に採用されて以降、40年以上に亘り大学教員として歩む。京都学芸大学を経て筑波大学教授、1990年（平成2年）、文教大学教授、2001年（平成13年）、台湾・崑山科技大学視覚伝達設計系客座教授。デザイン学、構成学の発展に寄与した。広州美術学院名誉教授（中国）、山東工芸美術学院大学名誉教授（中国）、天津美術学院大学客座教授（中国）。著書は、中国、韓国、台湾などで翻訳・出版された。
日本デザイン学会名誉会員。日本基礎造形学会会長、アジア基礎造形学会初代会長を勤めた。日本基礎造形学会ではその功績を称え、朝倉の名を冠した学会賞が設けられた。また崑山科技大学には朝倉の特別記念室、また、その名を冠した奨学金、作品賞がある。

## 著作
- 『紙 : 基礎造形・芸術・デザイン』 美術出版社 2001.8
- 『芸術・デザインの色彩構成』 編著 六耀社 1995.12
- 『芸術・デザインの立体構成』 編著 六耀社 1992.12
- 『芸術・デザインの光の構成』 六耀社 1990.4
- 『芸術・デザインの平面構成』 六耀社 1984.7
- 『現代・紙の造形展 : 日本と韓国』 Japan Art & Culture Association 1983
- 『紙による構成・デザイン』 美術出版社 1982.7
- 『ジェオメトリックアート入門 : 現代の造形と幾何学的形態』 理工学社 1975
- 『紙による構成・デザイン』 美術出版社 1971

## 家族
- 長男 : 朝倉景樹(教育社会学者)